# Єкатеринославка (Тюльганський район)
Єкатериносла́вка (рос. Екатеринославка) — село у складі Тюльганського району Оренбурзької області, Росія.

## Населення
Населення — 436 осіб (2010; 514 у 2002).
Національний склад (станом на 2002 рік):
- росіяни — 72 %